# Campionat britànic de trial 1994
La temporada de 1994 del Campionat britànic de trial fou la 45a edició d'aquest campionat, organitzat per l'ACU. El calendari oficial constava de 10 proves puntuables.

## Classificació final
| Posició | Pilot           | Motocicleta | Punts |
| ------- | --------------- | ----------- | ----- |
| 1       | Dougie Lampkin  | Beta        | 175   |
| 2       | Steve Saunders  | Gas Gas     | 156   |
| 3       | Robert Crawford | Yamaha      | 150   |
| 4       | Steve Colley    | Beta        | 146   |
| 5       | Graham Jarvis   | Scorpa      | 110   |
| 6       | Wayne Braybrook | Montesa     | 98    |
| 7       | John Shirt      | Gas Gas     | 81    |
| 8       | Adam Norris     | Yamaha      | 67    |
| 9       | Jason Lawer     | Gas Gas     | 66    |
| 10      | Martin Richards | Beta        | 44    |

1. ↑  Per bé que la referència consultada situa en segona posició John Lampkin, es tracta d'un error evident, ja que aquest pilot apareix també situat en dissetena posició final (amb Beta, la moto que pilotava a l'època). El segon lloc deu correspondre realment a Steve Saunders, pilot de Gas Gas i subcampió també el 1993.